# Arménská literatura

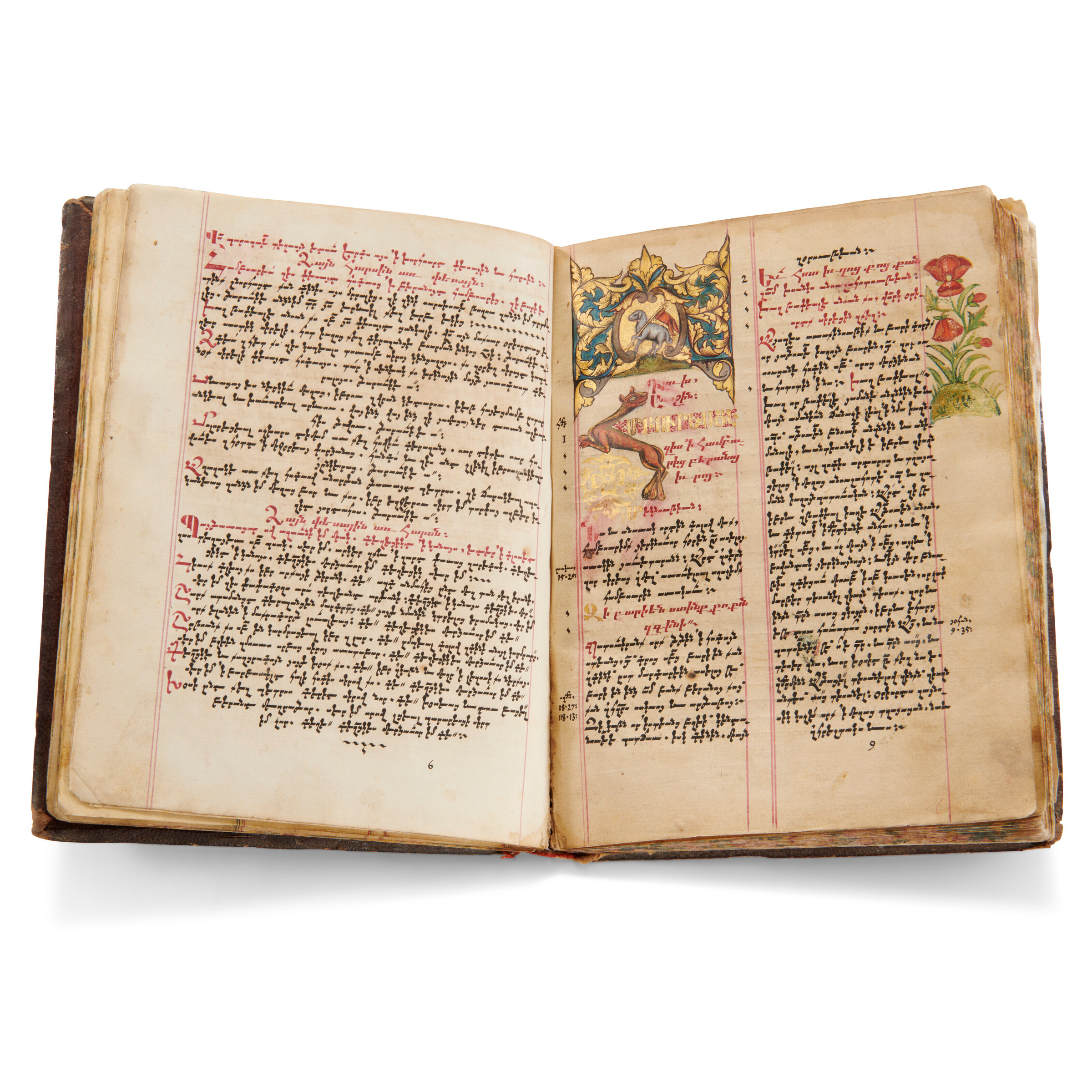
Komentáře k Píseň písní, arménský rukopis z roku 1787; kompilace starších textů, včetně komentáře Řehoře z Nareku, nejvýznamnějšího autora arménského středověku

Arménská literatura je soubor literárních děl, která byla složena či napsána Armény nebo v arménštině. Na území Arménské vysočiny se ve starověku užívaly jazyky jako akkadština, chetitština, perština, syrština či řečtina. Vzestup arménštiny je datován do 5. století, kdy Mesrop Maštoc sestavil arménskou abecedu. K výrazným dílům předkřesťanské tvorby patří lidový epos Perská válka, složený ve 3. až 5. století. Mezi zavedením křesťanství ve 4. století a začátkem arabské nadvlády v 7. století panoval v Arménii první zlatý věk literatury, reprezentovaný například dějepiscem Movsesem Chorenacim. O arménském vzdoru v následných staletích pojednává lidový epos David Sasunský. V 10. století došlo k arménské renesanci a druhému velkému období rozkvětu. Největším autorem se stal Řehoř z Nareku (Grigor Narekaci), autor lyrického duchovního díla Kniha nářků. V 11. století začalo další období úpadku a vzdorování nájezdům, s jediným přežívajícím kulturním centrem v Kilíkii. Nositeli slovesnosti se stali potulní básníci ašúgové, mezi nimiž byl nejvýznamnějším Sajat Nova, žijící v 18. století. Od 16. století bylo území Arménie rozděleno na západní oblast (pod nadvládou Turecka) a východní část (pod nadvládou Persie, později Ruska). Část Arménů ze země odešla a literatura vznikala také v diaspoře, například v Itálii či Indii, později i Spojených státech amerických.
Moderní arménská literatura začala vznikat v polovině 19. století v souvislosti s kodifikací spisovné arménštiny. První osobností byl romanopisec Chačatur Abovjan. Zatímco východoarménskou tvorbu tohoto období charakterizuje romantický a národnostní patos, západoarménští spisovatelé v Osmanské říši se orientovali na modernější realismus a psychologizující či satirické texty. K dalšímu zlomu pak došlo ve druhé dekádě 20. století. Osmanská říše své arménské obyvatelstvo zlikvidovala, části elit se nicméně podařilo uprchnout a v exilu zpracovávali historické trauma prostřednictvím motivu „ghaributhjun“ (vyhnanství). Arménského původu byl také americký prozaik William Saroyan. Na východě byl v roce 1912 v gruzínské metropoli Tbilisi založen Spolek kavkazských spisovatelů. V roce 1921 se významná arménská literární skupina Vernatun (k jejím členům patřili například předseda Avetik Isahakjan, dále Perč Prošjan, Derenik Demirjan a Hovhannes Tumanjan) přesunula do Jerevanu a později, po vstupu Zakavkazska do SSSR, se přejmenovala na Svaz arménských sovětských spisovatelů.
V průběhu 20. let se arménské písemnictví dočasně přiklonilo k angažovanému socialistickému realismu. 30. léta znamenala obrat zpátky ke každodennosti a lidské psychice. Před druhou světovou válkou zasáhly do arménského písemnictví stalinské čistky, jejichž vinou přišli o život někteří z nejvýznamnějších dobových tvůrců, kupříkladu básník a prozaik Jeghiše Čarenc či prozaik Aksel Bakunc, členové literární skupiny Nojember. I proto se válečná generace uchýlila k bezpečným tématům slavné arménské minulosti, především starověké a raně středověké. I po válce pak působili autoři jako prozaik Mkrtič Armen a básníci Gevorg Emin, Silva Kaputikjanová a Hovhannes Širaz.
Následujícím přelomem se stalo uvolnění 60. let. Od roku 1965 se stalo turecké genocidium veřejným tématem, a literatura, především pak poezie, proto začala užívat patetického a vlasteneckého tónu. K výrazným jménům patřili prozaici Hrant Mathevosjan, komentující problémy urbanizace a rozpadu tradičního společenství, Aghasi Ajvazjan, Vadrkes Petrosjan, Peč Zejthuncjan a Zorajr Chalphjan a rovněž básník Parujr Sevak. Od konce 80. let potom začalo docházet k oživení politické řevnivosti a protitureckých nálad, zejména v souvislosti se střety o Náhorní Karabach. Postava nebezpečného Turka se spojila s postavou Ázerbájdžánce, proti kterému stojí hrdinný partyzán fidajín, a lze dokonce hovořit o „karabašském syndromu“. Na počátku 21. století stále tvořili básnici jako Gevorg Emin, Silva Kaputikjanová nebo Parujr Sevak, ale i mladší autoři jako Ruben Hachverdjan či Silva Jesajan.

## Historie

### Předkřesťanské období
Nejstarší arménské království, Urartu, v oblasti Arménské vysočiny existovalo mezi 9. a 6. stoletím př. n. l. K nejstarším dochovaným textům patří přibližně pět set klínopisných nápisů v urartštině, jež se v tomto období vzájemně silně ovlivňovala se vznikající arménštinou. Nápisy se vztahují převážně k činům králů a k náboženským tématům. Po zániku říše Urartu se již klínové písmo neužívalo. Je možné, že vznikaly posvátné zápisy v předpokládaných arménských hieroglyfech. Tyto texty, pokud existovaly, však byly později jakožto „pohanské“ zničeny v souvislosti s nástupem křesťanství; pro běžnější zápisy užívali Arméni v tomto období řeckou, perskou nebo aramejskou abecedu. Ze 2. století př. n. l. se zachovaly například aramejské nápisy vztahující se ke králi Artaši I.

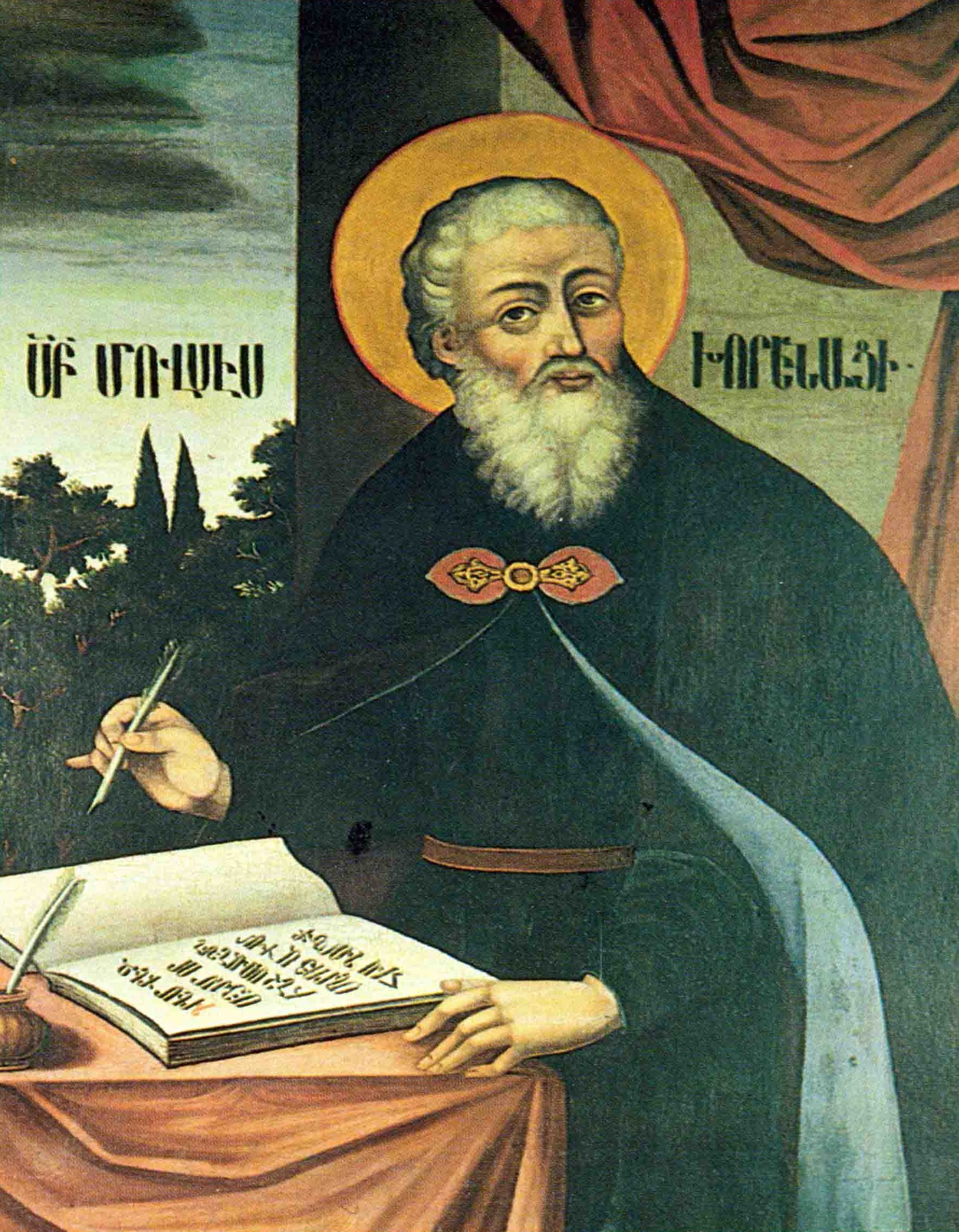
Movses Chorenaci, kronikář a otec arménského dějepisectví, který žil v 5. století

V helénistickém období došlo k silnému ovlivnění arménské kultury řeckou kulturou. Ve 3. století př. n. l. byla v arménské satrapii známa kupříkladu díla Hésiodova či Euripidova a řecká dramata se běžně hrála v amfiteátrech v arménských městech. Vazby na Řecko vedly k tomu, že někteří doboví řečtí autoři se do oblasti Arménie přesídlili, jako athénský řečník Amfikratés nebo filosof a historik Metrodóros ze Skepsis, jejich historiografická díla se však nedochovala. Totéž platí pro dějiny sepsané v 1. století př. n. l. knězem Olympiem – ty však později, v 5. století, posloužily jako zdroj významnému historiku Chorenacimu.
Potulní pěvci a básníci si ústně předávali jak mýty, tak pověsti týkající se jednotlivých panovníků či měst. Oblíbená byla vyprávění o patriarchovi a zakladateli arménského národa Hajkovi či bájné asyrské tyrance Semiramis (Šamiram) – Chorenaci později zapsal například pověst „Ara Nádherný a Šemiram“. K dalším hrdinům se počítal ohyzdný Tork nebo drakobijec Vahagn. Z pozdějších panovníků byl oslavován Tigranés I., Tigranés Veliký a další. Šířily se rovněž bajky o zvířatech, balady, taneční písně, svatební písně (epitalamia) a pohřební nénie. Významným dědictvím sklonku předkřesťanského období je epos Perská válka, v němž je heroicky a bez nadpřirozených prvků pojednáváno o období dynastie Aršakuni, která Arménii vládla první čtyři století po Kristu, zatímco země dlouho a těžce válčila s Peršany. Tradovaná vyprávění o událostech a hrdinech pak sloužila jako významný zdroj raně křesťanským arménským historikům, jako byli Agathangelos, Pavstos Buzand, Sebeos či Movses Chorenaci.

### Raná křesťanská literatura
Křesťanství vstoupilo do Arménie již v 1. století prostřednictvím řeckých misionářů. Podle legendy byly prvními z nich svatý Tadeáš a svatý Bartoloměj, přičemž činy raných šiřitelů víry jsou zachyceny v hagiografických vyprávěních jako Apoštol Tadeáš a panna Sanduchta. Klíčovou osobností pro definitivní rozšíření křesťanství se nicméně stal až Grigor Partev, známý jako Řehoř Osvětitel (asi 239–325). Období po zavedení křesťanství až do začátku arabské nadvlády v 7. století je popisováno jako první zlatý věk arménské literatury. Protože pro vzmáhající se kulturu v arménštině se řecká a syrská abeceda hodily jen málo, bylo nutné vytvořit písmo odpovídající arménskému jazyku. O jeho zavedení se zasloužil Mesrop Maštoc (361/364–440), jenž byl rovněž činný jako učitel, spisovatel, kazatel a překladatel. Ve stejné době jako on působil také Sahak Partev, autor liturgických textů, modliteb, hymnů, ale také spisu Kanonk, věnovaného rodinnému a manželskému právu. Tito dva badatelé spolu se svými studenty zajistili také důležitý překlad Bible do arménštiny.
Biblické motivy pak v rané arménské tvorbě dominovaly. Některé z nich byly spojeny s arménským folklorem (příběh o Noemově arše, příběh Sanasarův), jiné byly kreativně zpracovávány – příkladem může být Hisus Vordi (Ježíš Syn) od Nersa Šnorhaliho, Adamgirk (Kniha Adamova) od Arakela Sjuneciho a četné další. Duchovní také převáděli do arménštiny významná díla křesťanské literatury – texty církevních otců, homilie, komentáře či martyrologia.
Na přelomu 5. a 6. století se objevil novoplatonik David Anhangt, který se věnoval interpretacím Aristotelových a Porfyriových děl a založil tradici arménské filozofie. Hojně se překládaly také řecké texty z oblasti přírodních věd, biografie významných osobností a historiografické spisy; a například Kronika, kterou sepsal Eusebios z Kaisareie, se dochovala pouze v Avgerjanově překladu do arménštiny. Podobně však byla zachována i další starořecká díla. Maštocův život v 5. století literárně zpracoval Koriun, někdy označovaný za prvního arménského spisovatele. Svůj vrchol nalezlo klasické období arménské historiografie v Movsesu Chorenacim, který si za svá díla vysloužil titul „otec arménského dějepisectví“.

### Středověk

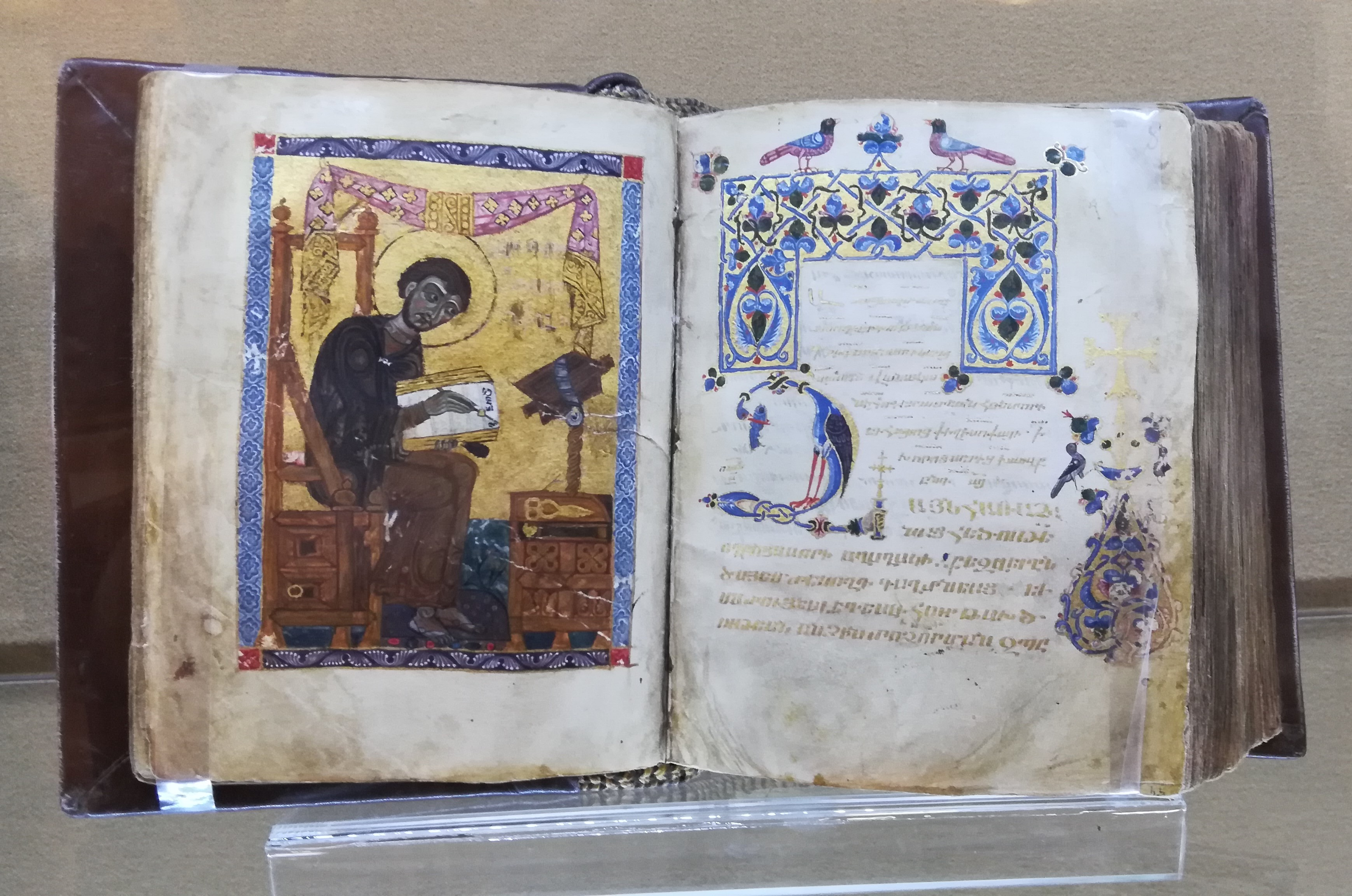
Rukopis Knihy nářků Řehoře z Nareku z roku 1173

Mezi 7. a 9. stoletím byla Arménie pod nadvládou Arabů a tato situace vedla k nepokojům, několika povstáním a úpadku kultury. Teprve ve druhé polovině 9. století se podmínky začaly zmírňovat. Po skončení arabské nadvlády a obnově arménského státu v podobě bagratovské Arménie v roce 884 došlo ke druhému velkému kulturnímu rozkvětu. Své ovoce přinesla kulturní interakce s arabskými učenci – přijímána byla medicína, ale také básnické formy, například sadž (rýmovaná próza), kterou ve svých textech využil Řehoř Magistros. Vznikaly také vlivné historie. Katholikos Jan V. Historik sestavil Soupis katholiků a Dějiny, v nichž se snažil o poučení panovníků a vůdců, pro něž byl text určen. Tovma Arcruni sepsal Dějiny dynastie Arcruniovců, využívající také apokryfní příběhy o starozákonních postavách.
Po sto padesáti letech míru přišly nové střety, tentokrát s Byzantskou říší a Seldžuckými Turky; od třináctého století pak zemi ohrožovali také Mongolové. V literatuře je období mezi 10. a 13. stoletím spojeno s novou estetikou a sekulárnějším pohledem na člověka – k novým tématům patřily kromě náboženství také obrazy přírody (růže a slavíka), ženská krása a milostná láska, patriotismus a dobročinnost. Rozvíjela se trubadúrská píseň (hairen) a nové kulturní snažení dalo vzniknout také národnímu eposu David Sasunský. Nejvýznamnějším autorem arménského středověku byl Řehoř Narecký, který je svým významem pro Arménii srovnáván s pozici Homéra v řecké kultuře nebo Danta v Itálii. Žil ve druhé polovině 10. století a kromě náboženských textů, hymnů a eulogií je znám pro svou Knihu nářků, v níž spojil religiózní tradici a mysticismus s barvitým lyrismem a emocionalitou nové, folklorem inspirované poezie.

### Raný novověk
Raný novověk se také v kontextu arménské kultury nesl ve znamení přechodu k tištěné literatuře. První vytištěnou arménskou knihou se stal lékařský sborník Ubrathagirk, do nějž byly kromě jiných textů zařazeny také pasáže z Nareckého Knihy nářků. V témže roce vydal Hakob Meghapart ještě další čtyři inkunábule – knihu církevních chvalozpěvů Pataragateter, astrologický spis Achtark, lékařský, prorocký a kalendářní spis Parzatumar, a konečně soubor Tagharan, obsahující díla význačných arménských středověkých autorů.

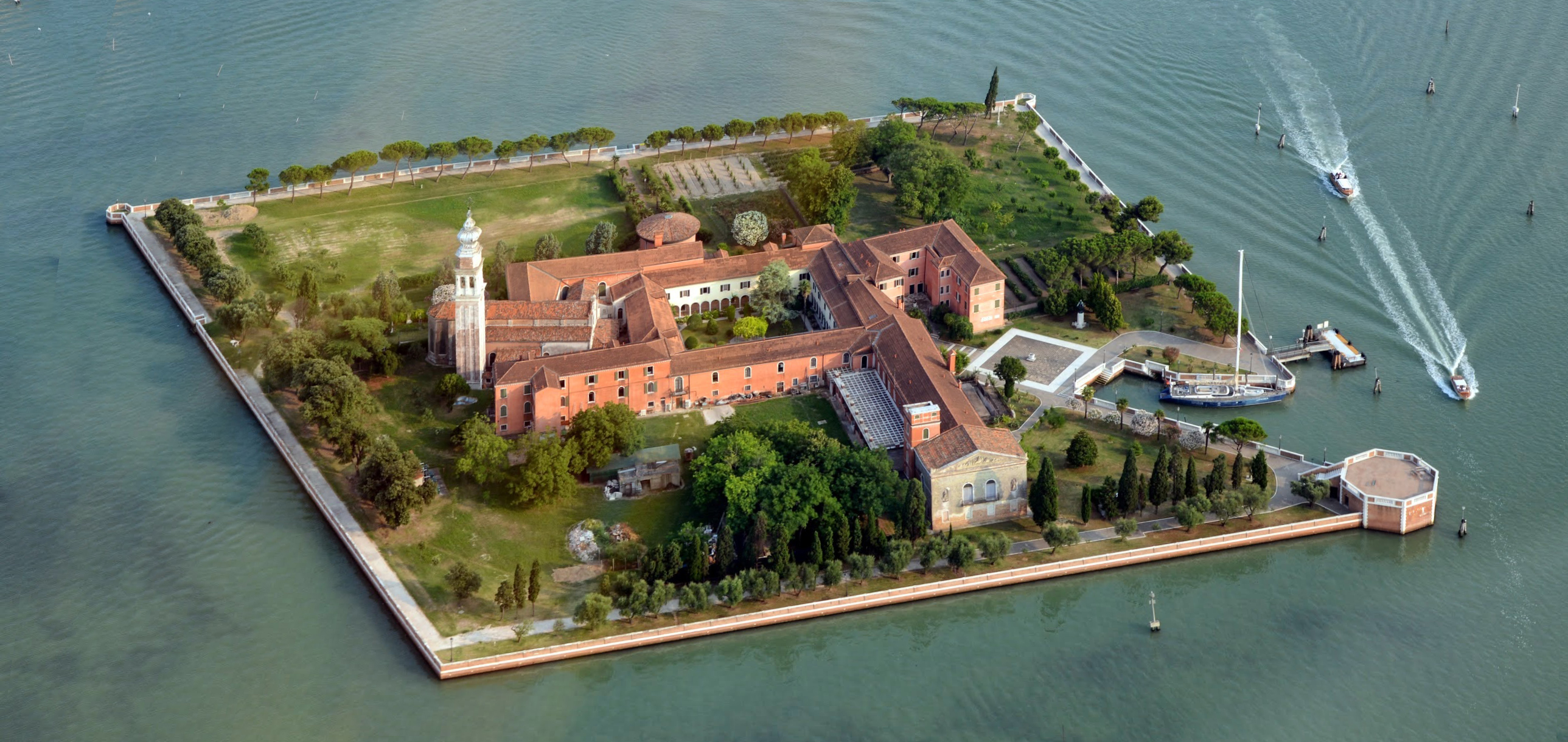
Klášter mechitharistů na ostrově svatého Lazara u Benátek, jedno z center arménského bádání a knihtisku na konci 18. století

V arménských oblastech ovlivňovaly život a kulturu od 16. století střety mezi dvěma vzmáhajícími se politickými celky: obrozenou Osmanskou říší na jedné straně a safíovskou Perskou říší na druhé straně. Válka, plenění a nucené deportace obyvatel vedly k úpadku škol a kultury. Teprve ve 30. a 40. letech 17. století došlo k obnově klášterů jako center sbírání a uchovávání starých rukopisů a sestavování nových textů.  Literatura v tomto období téměř zanikla a na místě bohaté a barvité starší poezie přežívala jen tvorba náboženských a historiografických děl – k jejich tvůrcům patřili na přelomu 16. a 17. století Nerses Mokaci, Martiros Ghrimeci (Martiros z Krymu), Simeon Aparaneci, Azaria Džughajeci, Vrtanes Sernkeci a další. Vznikaly však také balady inspirované lidovou tvorbou; ty jsou v této éře spojené se jmény jako Kosa Yerec, Davit Saladzoreci či Naghaš Hovnatan. Vleklou válku a její hrůzy tematizovali v šestnáctém století autoři elegií, často očití svědkové událostí – Minas Tokhateci, Hovhannes Mšeci či Nikoghajos Stampolci. Elegie 17. století pak přinesly jistý odstup od událostí a spíše kronikářské ladění. K jejich tvůrcům se řadí například Hakop Akneci nebo Hovhannes Makueci.
O obrození arménské literatury v první polovině 18. století se zasloužil především opat Mchithar Sebastaci (1676–1749) a jeho žáci. Ten na ostrově svatého Lazara u Benátek založil řád a školu mechitharistů, která vychovávala historiky, geografy, teology, lingvistiky, lexikografy, literární vědce, překladatele a rovněž badatele v oboru přírodních věd. Arménská tiskárna na tomto ostrově, založená v roce 1789, se stala jedním z nejvýznamnějších center arménského knihtiskařství. Již v prvních letech své existence vytiskla stovky publikací, z nichž lze jmenovat například Sebastaciho Slovník arménského jazyka.

### Devatenácté století
Významným přelomem počátku 19. století bylo dobytí Jerevanského chanátu ze strany Ruského impéria, které jej přetvořilo na Arménskou oblast, zárodek moderního arménského státu. Na západě vedly reformy v rámci Osmanské říše, která se pokoušela zastavit svůj úpadek, k vyšší míře arménské autonomie. Kulturně je 19. století spojeno především s potlačením islámských vlivů a obratem k národní tradici a historii. To bylo spojeno s razantním nárůstem kulturních institucí, jako byly školy, tiskárny a vydavatelství, a to jak v Osmanské říši a Rusku, tak jinde ve světě.

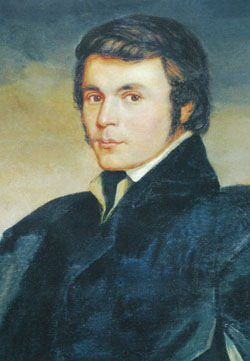
Spisovatel a filozof Chačatur Abovjan, první velká osobnost moderní arménské literatury

Ve druhé polovině 19. století si arménští autoři postupně osvojili všech literární žánry, které hýbaly západoevropským písemnictvím. V Istanbulu stáli v čele rozšiřování novátorských myšlenek intelektuálové jako Nikolos Paljan, Nikolos Zorajan, Nahapet Rusinjan, Grigor Otjan či Servičen. K průkopníkům romantické poezie a dramatu patřili Mkrtič Bešiktašlean a Bedris Turjan. V 70. letech 19. století byl vůdčím kulturním představitelem Hagop Baronjan se svými satirickými texty. V 90. letech 19. století se prosadili především realisté, jako Arpiar Arpiarjan, Tigran Kamsarakan nebo Krikor Zohrap, ale také autorky, které zpracovávaly otázku ženského údělu (Srbuhi Dussapová, Mariam Hatiseanová, Mari Svačeanová).

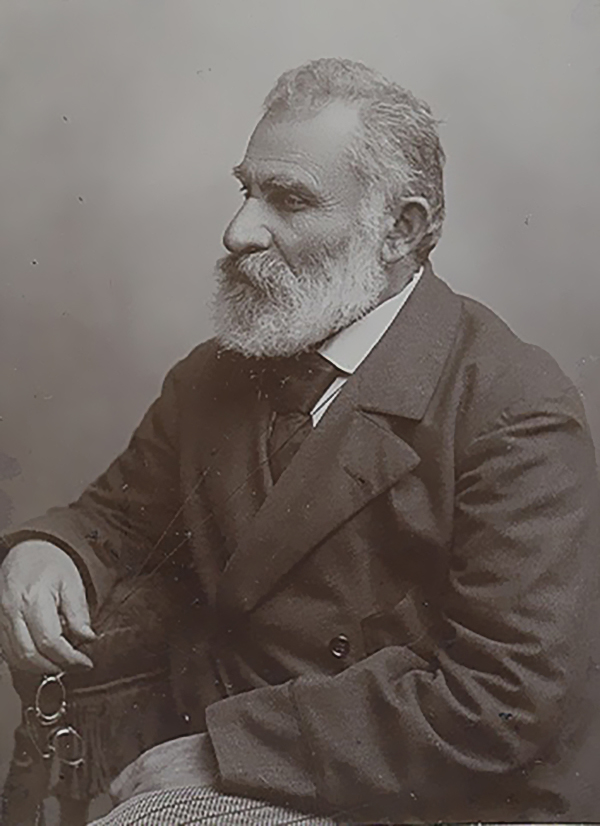
Arménský spisovatel Perč Prošjan, jeden z raných představitelů moderního arménského písemnictví

Na východě je za otce moderní literatury považován romanopisec Chačatur Abovjan. Zpočátku myslitelé a autoři vzhlíželi k ideám ruské říše, po zesílení snah o rusifikaci a kolonizaci na konci století se však obrátili ke vzdoru a politické aktivitě. K mladším, patriotickým tvůrcům patřili básník Rafael Patkanjan, dramatik Gabriel Sundukjan a prozaikové Perč Prošjan, Ghazaros Aghajan a Raffi, kteří se zabývali sociálními a politickými problémy lidu, ale obraceli se také k dědictví historie a tradičních kouzelných příběhů. Vliv průmyslového kapitalismu na život analyzoval ve svých dílech Alexandr Širvanzade, zatímco Nar-Dos je tvůrcem spojeným především s psychologií a alienací jedince. Do lyrické poezie pak na konci století vnesl čerstvý vítr lyrik Hovhannes Hovhannisyan.
Národnostní cítění burcoval také publicista Abgar Hovhannisjan, který ve své bohaté tvůrčí činnosti v letech 1877–1897 dával za vzor arménské inteligenci českou obrozeneckou činnost a její úspěchy (oživení národního jazyka, Národní divadlo, Ústřední matice školská) a klíčovým způsobem se podepsal pod rozvoj česko-arménských vztahů.

### První polovina dvacátého století
Zatímco v posledních třech dekádách devatenáctého století ovládala arménskou literaturu próza, na počátku dvacátého století se zájem přesunul k pozii. K nejdůležitějším básníkům tohoto období patří Siamanto, Daniel Varujan a Misak Metzarenc na západě a Hovhannes Tumanjan, Avetik Isahakjan, Vahan Terjan a Jeghiše Čarenc na východě. Počátek dvacátého století byl nicméně negativně poznamenán pokračující cenzurou a útlakem ze strany Osmanské říše a Ruské říše a posléze i arménskou genocidou, kterou vyvrcholila náboženská a kulturní pnutí. Tyto události byly spojeny i s likvidací západoarménské inteligence – v roce 1915 byli deportováni a zavražděni Krikor Zohrap, Daniel Varujan, Siamanto, Eruchan a mnoho dalších významných spisovatelů. Lze hovořit o naprostém zničení západoarménské literatury.

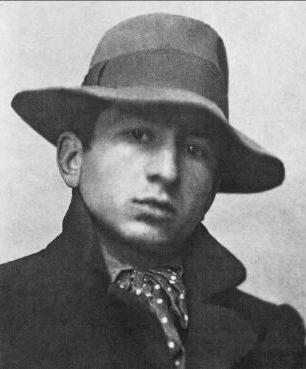
Básník Jeghiše Čarenc, klíčový arménský autor počátku 20. století, který zahynul během stalinských čistek.

Část západoarménských intelektuálů a spisovatelů před terorem uprchla do zahraničí, především Spojených států amerických, ale i jinam, čímž narostla arménská diaspora. Arménský exil byl rozsáhlý již od středověku a arménská literatura dlouhodobě zpracovává téma „ghaributhjun“ (vyhnanství), v první polovině 20. století však toto směřování bylo obzvláště silné. Pocitem vykořenění a touhou po návratu do vlasti se arménské exilové písemnictví podobá svým naladěním židovské literatuře. Arménského původu byl také americký prozaik William Saroyan nebo francouzský šansoniér Charles Aznavour, kteří již arménštinu jako literární jazyk neužívali. V arménské rodině se narodil též francouzský dramatik a významný představitel absurdního divadla, Arthur Adamov, původním rodinným jménem Adamian. Jedním z nejvýznamnějších kronikářů arménské diaspory se stal povídkář, romanopisec a dramatik Hamastegh, jenž žil a publikoval ve Spojených státech. Život na arménském venkově, jakož i střet arménské identity a amerických hodnot zachycovali v exilu též Vahe Hyk, známý svým barvitým lyrickým stylem, a Benjamin Nurikjan.
Na východě byl v roce 1912 v gruzínské metropoli Tbilisi založen Spolek kavkazských spisovatelů. V roce 1921 se významná arménská literární skupina Vernatun (k jejím členům patřili například předseda Avetik Isahakjan, dále Perč Prošjan, Derenik Demirjan a Hovhannes Tumanjan) přesunula do Jerevanu a později, po vstupu Zakavkazska do SSSR, se přejmenovala na Svaz arménských sovětských spisovatelů. V průběhu 20. let se arménské písemnictví dočasně přiklonilo k angažovanému socialistickému realismu – část tvůrců se postavila proti neangažované literatuře, či dokonce konceptu lyriky jako takovému, a vznikaly budovatelské romány a proletářská poezie.

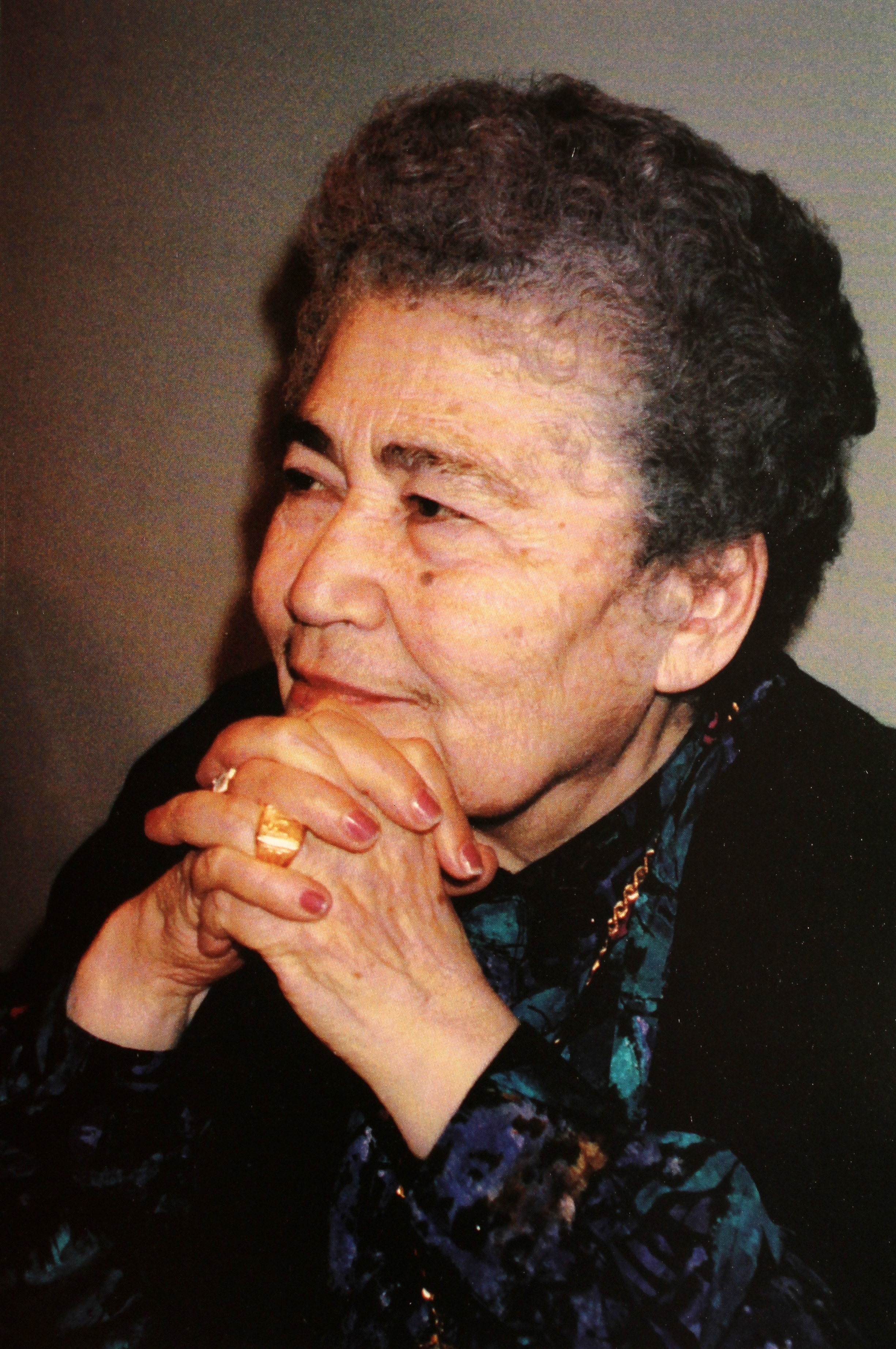
Arménská básnířka Silva Kaputikjanová, významný autorka druhé poloviny 20. století

Počátek sovětské vlády byl nicméně pro rozvoj arménské kultury pozitivní – v tomto období došlo k systematickému rozšíření gramotnosti a založení mnoha dalších kulturních institucí, včetně muzeí a knihoven. Arménská literatura nalezla širší publikum díky překladům do ruštiny a k arménské společnosti pronikala nejen ruská díla, ale díky překladu západních děl do ruštiny došlo také k širšímu seznámení se světovou tvorbou. Z ruské tvorby zanechal stopu především ruský futurismus a imažinismus – pod jeho vlivem hlásali na počátku 20. let Jeghiše Čarenc, Azat Vštuni a Gevorg Abov odtržení od starého způsobu psaní s jeho koncepty jako romantismus, symbolismus, vlast, láska, snění či samota. Tento projekt, ohlášený v roce 1922 manifestem Prohlášení tří a toužící přinést literaturu do ulic a mezi masy, však neměl dlouhého trvání.
30. léta znamenala obrat od experimentu zpátky ke každodennosti a lidské psychice. V jádru arménské literatury přitom vládl ostrý střet mezi příznivci „konkrétního“, národního proletariátu (Čarencův kroužek) na jedné straně a příznivci mezinárodního proletariátu, kteří se formalisticky snažili o očištění jazyka od jakýchkoli „buržoazních“ vlivů a přijetí lidového jazyka ulice jakožto ideálního jazyka literatury. V období před druhou světovou válkou zasáhly arménskou kulturu stalinské čistky, jejichž vinou přišli o život někteří z ikonických autorů své doby, kupříkladu básník a prozaik Jeghiše Čarenc, autor milostné a vlastenecké lyriky, či prozaik Aksel Bakunc, prozaický kronikář proměny tradiční venkovské společnosti a jejím kontrastům s městským životem. Oba byli členové literární skupiny Nojember, jež se snažila o odpoutání literatury od politiky a její přiblížení běžným čtenářům. Rehabilitováni byli teprve za chruščovovské éry.
Obtížná politická situace vedla během druhé světové války a po ní k návratům k „bezpečným“, málo ožehavým tématům. Autoři se obrátili ke slavné arménské minulosti, především starověké a raně středověké, tedy ke „zlatému věku“ králů a hrdinů. Typickým románovým protagonistou je tragický král na vratkém trůnu, psanec hrdinně bojující proti nájezdníkům či mučedník padlý v zápase za své náboženství (nahatak), mající snad předobraz již v Knihách Makabejských. Během války i po ní působili autoři jako prozaik Mkrtič Armen a básníci Gevorg Emin, Silva Kaputikjanová a Hovhannes Širaz.

### Druhá polovina dvacátého století
Následujícím přelomem se stalo uvolnění po Stalinově smrti, které kulminovalo ve významné generaci 60. let. Po roce 1953 se národ začal postupně vracet ke klasikům, kteří byli v předchozích dvou dekádách zakazováni nebo cenzurováni za přílišný nacionalismus či za rezervovanost vůči Sovětskému svazu. V roce 1956 se v Moskvě dokonce konala výstava arménského umění a literatury. V roce 1959 publikoval mladý básník Parujr Sevak báseň „Neutuchající vyzvánění“, v níž zachytil arménské dějiny posledního století, spojené s tragickým osudem skladatele Komitase, arménského národního hrdiny. Báseň dosáhla značného úspěchu a měla na obrodě arménského patriotického cítění větší zásluhu než kterékoli jiné dílo.

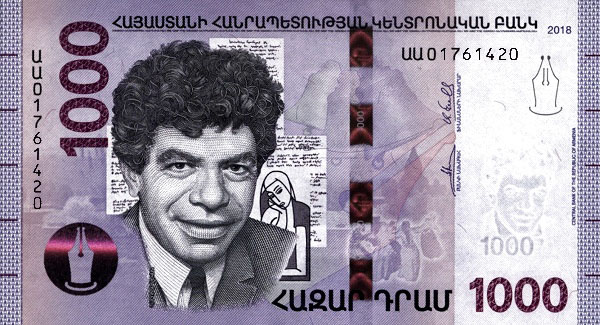
Arménský spisovatel Parujr Sevak na tisícidramové bankovce

Od roku 1965 se stala genocida ze strany Turecka veřejně diskutovaným tématem. Režimem předepsané meze socialistické realismu pak v návaznosti na nové vzedmutí národnostnostího cítění začala prolamovat především poezie, v menší míře i próza. Vlastenecká lyrika se stala součástí repertoáru většiny básníků, podobně jako milostné verše a básně vyjadřující lásku k matce. K výrazným jménům generace 60. let patřili prozaici Hrant Mathevosjan, komentující problémy urbanizace, napětí mezi městem a venkovem, rozpad tradičního společenství a zánik velké patriarchální rodiny; dále pak Aghasi Ajvazjan, Vadrkes Petrosjan, Peč Zejthuncjan a Zorajr Chalphjan a rovněž Parujr Sevak.

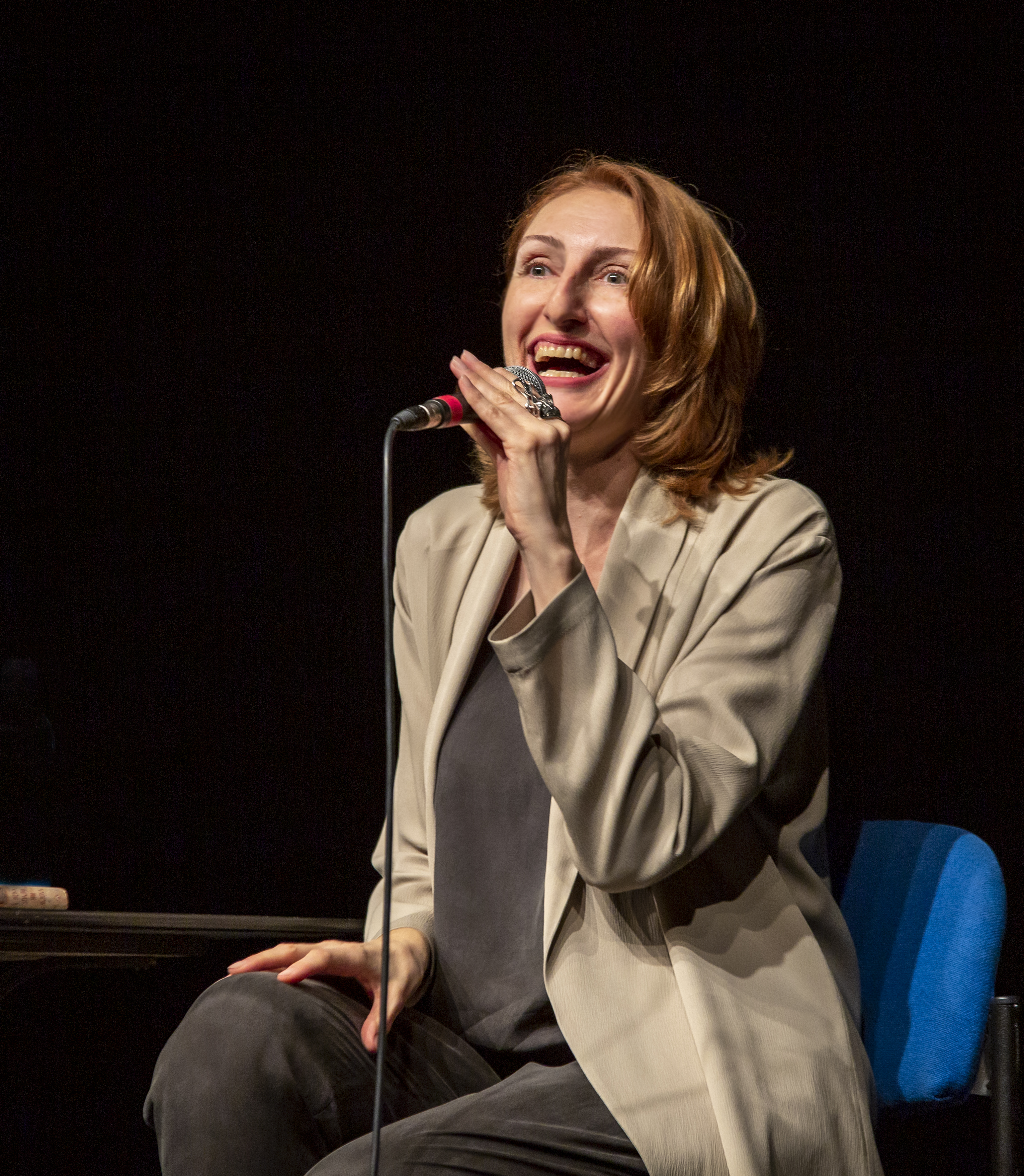
Arménská, rusky píšící autorka Narine Abgarjan

V 70. letech literatuře dominovala i nadále poezie a kratší povídky. Od konce 80. let potom začalo docházet k oživení politické řevnivosti a protitureckých nálad, zejména v souvislosti se střety o Náhorní Karabach. Postava nebezpečného Turka, „věčného nepřítele“, se v novém kontextu prolnula s postavou Ázerbájdžánce, proti kterému stojí hrdinný partyzán fidajín. Přestože v první válce o Náhorní Karabach Arménie zvítězila, ekonomická blokáda vedla k poklesu životní úrovně a nespokojenosti, která se odrážela také v literatuře. Tematizace karabašských událostí bývá popisována i jako „karabašský syndrom“. Důsledkem událostí 90. let byla nová vlna arménského vystěhovalectví – někteří autoři, jako například básnířka Sirvard Jesajan, přesídlili také do České republiky.

### Dvacáté první století
Literatura na počátku 21. století zažila i přes ekonomické potíže země a válečné napětí novou renesanci, vycházely desítky novin a časopisů a působily desítky nakladatelství. Bohatá literární scéna uvedla na scénu nové autory – jmenovat lze dvě úspěšné ruskojazyčné autorky, Mariam Petrosjanovou a Narine Abgarjanovou, které patří mezi prominentní jména v moderní ruskojazyčné literatuře vůbec. V arménštině pak v prvních dekádách 21. století tvořili básníci ze starší generace jako Gevorg Emin, Silva Kaputikjanová nebo Parujr Sevak, ale na výsluní se dostali i mladší autoři jako Ruben Hachverdjan či Silva Jesajan.